# گبول
مردم گبول یکی از اقوام ایرانی‌تبار ساکن در پاکستان، ایران، هستند. مردم گبول به زبان بلوچی سخن می‌گویند، که یکی از زبان‌های شاخه شمال غربی زبان‌های ایرانی است. بیشتر مردم گبول، مسلمان اهل سنت هستند.
گبول از رزمجو ساکن در کنارک شهرستان چاه بهار، در ۲۹۰۰۰گزی شمال باختری چاه بهار و ۳۰۰۰گزی باختر شوسهٔ چاه بهار به ایرانشهر. جلگه و گرمسیر مالاریائی و سکنهٔ آن ۱۵۰ تن، زبان آنان بلوچی، فارسی. آب آن از چاه و باران. محصول آن غلات و لبنیات. شغل مردم زراعت و گله داری است. راه مالرو دارد.

## پس منظر
گبول شهر:
گبول، شهرِ کُهن در مرکزِ بابل باستان بر کرانۂ شرقی است. نامِ گبول بر گرفته از نامِ قبیله‌ای آرامی موسوم به گمبولو (گبول) است که در اواخر هزارئه۲ ق. م در فاصلهٔ سال‌های (۱۰۸۳–۱۰۶۲) ق. م به ناحیه‌ای میان دجله سفلا و مرز ایلامیها و کلدانیها مهاجرت کردند و در آنجا ساکن شدند و نام قبیلۂ خود را بر آن منطقه نهادند. این نام را برخی خاور شناسان در سدئه ۱۳ق/ ۱۹ م به اشتباه جنبیل نوشته‌اند. در منابعِ اسلامی از این شهر به نامِ جبول(Jabbul) یاد شُده است. شهرتِ این شهر به رُوزگارِ بَاستان بازمی‌گردد. گبول در رُوزگارِ آشوریان به سببِ موقعیت راهبر دی اش در نبردها ی آشوریان با بابلیها و ایلامیها، اهمیت بسیار داشت.
بر اَساس نوشته‌های جغرافیه نگاران و مؤرخین سده‌های نخستین اسلامی. گبول شهر در کرانۂ شرقی رُود دجله، جنوب رُود نهروان، در جائی که به دجله پیوند می‌خورده در نزدیکی جرجرایا واقع بوده‌است. در آن رُوزگار از گبول به عنوان شهری آباد، پُر جمیعت و پُر رونق که در آن بسیاری از صنعت گران و معماران مدینۃ السلام به سر می‌بردند، یاد شده‌است. اما به تدریج از سده ۶ق/ ۱۲م به بعد از رونق آن کاسته شده‌است.
حازمی مؤلف سدئه ۶ق/ ۱۲م آن جا را شهر’’ کوچک‘‘ در نزدیکی واسط ذکر کرده و یاقوت در اوائلِ سدئه ۷ ق از آن بَه عُنوانِ ’’ قریه‌ای بزرگ‘‘ یاد کرده‌است. ابنِ عبدالمنعم حمیری در اواخر سده ۹ق/ ۱۵م، به مسجد و بازار آن اشاره کرده‌است. بقایای باستانی گبول تا اوائل سدئه ۱۳ق۱۹/م نیز بر جا بود، اما بر اثر طغیان آب رود خانۂ دجله در فاصلۂ سال‌های ۱۸۳۳–۱۸۴۸ م بَه کُلّی اَز میان رَفت.
ابو الخطاب محمد بن علی بن محمد بن ابراهیم جبولی شاعر که با ابولعلاء مُعرّیٰ مشاعره‌ای مشهور داشته‌است، همچنین ابو عمران موسیٰ بن اسماعیل جبولی و حکم بن سلیمان جبولی بَه این شهر منسوب‌اند.
گبول روستا:
گبول (جبول)، روستایی تاریخی در شمالِ سوریه. این روستا که در عهدِ باستان گبول خوانده می‌شد. در ۳۵ کیلومتری حلب، در۱۰کیلومتری شهر کویرس شرقی، در مصب رود خانۂ ذهب و در کنار دریاچۂ نمک گبول جائی دارد. قسمتِ اعظم آب این دریاچه از رود خانۂ ذهب تأمین می‌شود. در زمان پرآبی دریاچه، پرندگانِ بسیاری در کنار آن تجمع می‌کند. کشاورزی در روستای گبول رونق فراوان دارد. گندم، جو، انگور و انار از محصولاتِ کشاورزی آنجا ست. دامداری نیز در آن جا رائج است. همچنین استحصالِ نمک، از دیگر درآمدهای اقتصادی این روستا است. دیرینگی زیست انسان در گبول به مهاجرتِ آرامیها در اواخر هزارئه ۲ ق. م بازمی‌گردد. تاریخِ گبول با تاریخِ منطقۂ حلب پیوستگی دارد. این روستا به سبب داشتن نمک فراوان در گزشته از اهمیتِ اقتصادی زیادی بر خوردار بوده، و این امر سبب شده‌است تا گبول بر خلافِ بسیاری از شهرهای باستانی منطقۂ حلب، به حیات خود ادامه دهد.
هر چند که نامِ گبول در منابعِ تاریخی و جغرافیائی سده‌های نخستن اسلامی نیامده، اما در سدئه ۷ق/ ۱۳م یاقوت آن را روستائی در کنار دریاچۂ (نمکزار) حلب ذکر کرده‌است که دو رود ’’بطنان‘‘ و ’’ذهب‘‘ به آن فرومی ریختند. در آن رُوزگار از این رُوستا نمک فراوانی اِستخراج، و به دیگر نقاط شام و بعضی از نقاط جزیره صادر می‌شد. یاقوت درآمد حاصل از فروشِ نمک در گبول را سالانه ۱۲۰ هزار درهم آورده است. گبول سدئه ۷ق۱۳/م از اعمالِ حلب به‌شمار می‌رفته، و تحت ’’ سیطرئه ایوبیان‘‘ حلب بوده‌است. به گزارشِ برخی از منابع، قبایل ساکن در گبول در نیمئه دوم سدئه ۱۳ق۱۹/م، در رُوزگارِ ’’سلطۂ عثمانیان‘‘ بَر منطقه، از آنان نا فرمانی می‌کردند. غزی در اوائلِ سدئه ۱۴ق۲۰/م به گروهی از شاذلیها که در گبول زندگی می‌کردند، اشاره کرده‌است. به گزارش او در آنجا شخصی بوده‌است که متن تورات را پس از گم شدن آن، بر بنی اسرائیل قرائت کرد و هر ساله گروهی از یهودیان در آنجا اجتماع می‌کرده‌اند.